# NGC 1531
NGC 1531 is een elliptisch sterrenstelsel in het sterrenbeeld Eridanus. Het hemelobject ligt ongeveer 42 miljoen lichtjaar van de Aarde verwijderd en werd op 19 oktober 1835 ontdekt door de Britse astronoom John Herschel. Het staat dicht bij NGC 1532 en gaat interacties aan met dit sterrenstelsel.

## Synoniemen
- PGC 14635
- ESO 359-26
- MCG -5-11-1
- AM 0410-325